# 胸いっぱいサミット!
『昼間っから激論バラエティ 胸いっぱいサミット!』（ひるまっからげきろんバラエティ むねいっぱいサミット）は、関西テレビ（カンテレ）で1994年1月15日から2021年3月27日まで毎週土曜日の午後に放送されていたバラエティ番組。以前のタイトルは「たかじん胸いっぱい」であり、やしきたかじんの冠番組であった。通称『胸いっぱい』。
開始から2003年3月までは毎週土曜日の13:00 - 14:00、2003年4月から終了までは12:00 - 13:00に放送されていた。

## 概要
番組開始当初は、「さまざまな角度から女性に関するテーマを追求する」というコンセプトで企画を実施していたことから、上沼恵美子もレギュラーとして出演していた。しかし、開始から1年後の1995年頃から、放送内容が徐々に一変。芸能界・テレビ番組などの話題を中心に、たかじんとゲストが丁々発止のトークを繰り広げるようになった。「芸能界サミット」や「長者番付有名人年収ランキング」「民放新ドラマ視聴率予想」など、定期的に行われていたテーマも存在する。
番組は隔週木曜日午後または夕方に、関西テレビ本社内の「なんでもアリーナスタジオ」で公開収録を行っていた。番組開始当初から一貫して、女性限定で観覧希望者を募集していた。ただし、関西地区で新型インフルエンザが流行していた2009年には、非公開で収録していた時期があった。2013年12月末まではたかじんの休暇先であるハワイやタヒチ・イタリアなどで海外ロケを6回実施。ロケ先によっては、放送時間を拡大したり、ロケの模様を2週にわたって放送したりすることもあった。
たかじんが司会を務めた時期には、月1回企画の「芸能界サミット」で芸能記事が書き込まれたボードやフリップにたかじん自らマジックで書き込んだり、指し棒でパンパン叩く「パネル芸」や、たかじん自ら「楽しいからこそ、使って当たり前」でお馴染みの放送禁止用語満載のトークが名物になっていた。また、テレビ番組の春・秋の番組改編期の放送では、たかじんが新番組の視聴率を予想。さらに、出演者・番組内容などについて、たかじん流の辛口コメントを披露していた。そのため、番組内容によっては、サブタイトルの最後に「（たかじんが）斬ります」と付けていた。
初回放送の視聴率は15.3%（ビデオリサーチ調べ、関西地区・世帯。以下断りの無い限り、略）。開始当初から1997年頃までは、たかじんの人気に『ノックは無用!』（当時の前枠で放送）からの流れが相まって、常に視聴率が15%以上を超えていた。番組最高視聴率は番組5回目の20.5%。2003年4月に現在の放送枠へ移動した直後にも、関西地区の同時間帯1位に相当する12 - 15%台を記録していた。

## 変遷
2009年4月の番組改編を機に、放送開始から15年間アシスタントを務めた中井雅之（ラジオ大阪出身のフリーアナウンサー）と、長年番組の顔であった桂ざこばが降板した。その一方で、ほしのあきがレギュラーに加わるとともに、企画に応じて藤本景子（関西テレビアナウンサー）が進行役を担当。『たかじんのそこまで言って委員会』と同じく、全国規模の政治・経済問題を扱う回が増えたことから、番組開始当初から不定期で出演していた遙洋子を準レギュラー扱いで起用した。さらに、同番組への出演経験者（勝谷誠彦・有馬晴海など）も、パネラーとして登場するようになった。
2009年4月4日には、番組16年目で初の生放送を実施。しかし、関西テレビのキー局・フジテレビが北朝鮮によるテポドン発射の誤報に関する『FNN報道特別番組』を急遽編成したことから、当番組は12時17分からエンディングの直前（12時59分）までおよそ40分にわたって中断した。ちなみにたかじんは、特別番組で中断する前のオープニングで「俺が何かを始める時は、何かが起こる」と予言。特別番組が終了した12時59分には、「40分間黙ったまま待機したのはテレビに出てから初めて」と語った。なお、同年5月16日の収録放送分でも、新型インフルエンザによる『FNN報道特別番組』を編成した影響で中断している。
2011年4月9日放送分から、毎日放送アナウンサー時代にゲストで出演していた八木早希がレギュラーに加入。当初は藤本と交互に隔週で、藤本が産前産後休暇に入った2013年11月以降はほぼ毎週、進行役を務めている。同年9月24日には、関西テレビのチャンネルID番号（8）と通算放送回数（888回）にちなんで、「888回スペシャル」として5時間半もの生放送を実施した。
2012年1月31日、たかじんが食道癌の治療で休養に入ることを、所属事務所のP.I.Sから発表。当番組も、2月11日・18日放送回では、たかじんの代役を立てずに八木と藤本の進行で放送した。同月25日以降の放送でも、番組タイトルにたかじんの名を残したまま、同様の構成を継続。テーマによっては、かねてから準レギュラー扱いで出演している増田英彦（ますだおかだ）などが進行を担当した。たかじん休養発表前後の視聴率は10 - 11%程度、2012年9月22日放送分（関西テレビ）でも9.8%であった。

### たかじん死去後
2014年1月3日、やしきたかじんが64歳で死去した。関西テレビでは当番組について、番組タイトルに「たかじん」の名を残したまま放送を続ける方針を打ち出すとともに、当番組の公式サイトに以下の追悼文を掲載した。
番組では、2014年1月8日にたかじんの訃報が伝えられたことを受けて、当番組およびたかじんに縁の深い芸能人によるたかじんへの追悼企画を同月9日に収録。大平サブローと八木の司会で、同月11日に『じんちゃん　やっぱ好きやねんスペシャル!!』として放送した。この放送では、2013年12月に放送開始20周年・1000回記念番組でたかじんを再び登場させる計画があったことや、たかじんの意向で訃報の公表を同年の正月明けまで控えていたことなどを公表。たかじんの高校時代の同級生・堀内孝雄は、たかじんの再復帰に向けて番組側で用意していたギターを弾きながら、自作の追悼歌「時の流れに」を披露した。また、遺族の意向を受けて、エンディングではたかじん自身の携帯電話に残されていた歌声や生前最後の言葉を紹介している。この追悼番組の平均視聴率は15.4%で、前年の最終放送（2013年12月28日放送分）の8.1%から2倍近く上昇した。なお、この追悼番組は2010年3月まで当番組を放送していたテレビ神奈川でも、単発番組として放送している。
関西テレビでは、翌週（1月18日）のレギュラー放送でも、『じんちゃんやっぱ好きやねん 〜蔵出しスペシャル〜』を編成。追悼番組での未公開映像に、当番組のレギュラー放送におけるたかじんの名場面ダイジェストを交えながら放送した。同月以降も、『じんちゃん　やっぱ好きやねんスペシャル!!』や、2月3日から、たかじんが生前に出演していたレギュラー放送分の一部を「たかじん胸いっぱい　ベストセレクション」として平日午後の再放送枠（15:53 - 16:48）に編成。2月8日（土曜日）には、たかじんと生前親しかった宮根誠司の司会進行で、当番組の新旧レギュラー陣、たかじんと他局の番組で共演していた研ナオコ・中山秀征、たかじんと縁の深かった音楽関係者（天童よしみ、及川眠子、キダ・タロー、尾崎亜美）の出演で、3部構成による関西テレビとしての追悼特別番組『追悼!やしきたかじん　追悼ってなめとんか! やしきたかじんを全部しゃべり倒したらぁ〜スペシャル!!』を12:00 - 13:56に放送した。
たかじんの没後も「たかじん」の冠を外さず番組を継続してきたが、2015年4月4日放送分から番組タイトル名を『昼間っから激論バラエティ 胸いっぱいサミット!』に改題することが同年3月9日に関西テレビから発表された。これまで番組内の企画コーナーのタイトルであった「胸いっぱいサミット」をそのまま番組のタイトルに昇格させる形となった。メインは八木早希、太平サブロー、北野誠、増田英彦、遙洋子、ハイヒールリンゴの6人だった。

## 番組の終焉とその後
関西テレビは2021年2月24日に当該番組を同年3月27日放送を以て終了する事を発表。終了後は『土曜バラエティ』なるプライムタイムのバラエティ番組の再放送枠となり、これによって関西テレビによる『お好み上方寄席』から60年間続いた土曜正午の自社制作は一旦途絶えたが、2023年4月8日から2年ぶりに、フリーアナウンサーの石井亮次が総合司会を担当する『LIVEコネクト!』（午前11:20スタート）で同枠での自社制作を再開した。

## 出演者

### 進行
- 増田英彦（ますだおかだ、たかじんの病気療養中の進行役として出演以降、不定期に出演）
- 八木早希（元MBSアナウンサー、2011年4月から）[11]

最初は藤本景子と二人で隔週交代（たかじんが休養していた間は2人揃って出演する事もあった）。
藤本が2013年10月から休養の為、山本悠美子が代演。アシスタントとパネラー（サブロー、北野、松尾が中心）で進行。産休に入った同年11月からは、八木が代演。
2016年7月2日放送分をもって産休入り。
- 川田裕美（元読売テレビアナウンサー、2016年7月9日 - ）[13]

八木が産休中の代役。八木が2016年秋に復帰後は隔週で出演。
- ハイヒールリンゴ（2015年3月までは裏番組との関係で、土曜日放送の特番出演時には、13時までの出演となっていた。退出時は自身も大人の事情としてネタにしていた）

- 竹上萌奈(関西テレビアナウンサー)

主に、リンゴ不在時にアシスタント出演している

### ナレーター
- 畑中ふう - 番組開始当初は、本名の「畑中啓司」名義で担当。近年では、エンディングのスタッフロールで、畑中の意向などから芸名とは別の名義（「海麺隊」など）を表示することがある。2013年4月13日放送分から同月27日放送分までは、インプラント矯正のために休養。休養期間中の同月13日・20日放送分では、岡安譲（関西テレビアナウンサー）が畑中の代役でナレーターを務めた。

### パネラー
以下は、出演頻度が高いパネラー。
- 東国原英夫 - ほぼ毎週出演していた。
- デヴィ夫人

## 過去の出演者

### 司会
- やしきたかじん（2012年2月11日放送分から2013年3月16日放送分は休演、2013年5月4日放送分を以て病気療養の為事実上降板、2014年1月死去）

### アシスタント
- 中井雅之（初代アシスタント、番組開始 - 2007年までは毎週出演、2007年 - 2009年3月までは、藤本景子（関西テレビアナウンサー）と隔週アシスタントを担当）
- 藤本景子（2007年4月 - 2013年9月、2011年4月から2013年9月まで八木早希と隔週で出演）

### レギュラー
- 上沼恵美子（番組初期）
- 桂ざこば（1995年1月 - 2009年3月までのレギュラー、米朝一門の興行の兼ね合いで出演しない回もあり）
- ほしのあき（2005年頃ゲスト出演し、2009年4月よりレギュラー。2012年2月18日から8月4日放送分までは産休の為休演、8月11日放送分で復帰し後にレギュラー降板）

### 準レギュラー
- 城戸真亜子
- 堀美矢子
- 中村敦夫
- 立原啓裕
- 千堂あきほ
- ますだおかだ[注釈 4]
- 大原かおり（大原がおり）
- 月亭八光[注釈 5]
- 和泉修（ケツカッチン）
- メッセンジャーあいはら
- とろサーモン
- TKO
- オーケイ
- なすなかにし
- 井上公造
- 福岡政行（白鷗大学名誉教授。先生教えてシリーズ(選挙に行こう)のレギュラー）
- 青田典子
- 鈴木紗理奈（おんなのケンミンショーレギュラー）
- ほんこん（130R）
- 千原せいじ（千原兄弟）
- ハイヒール・モモコ（ハイヒール）
- 勝谷誠彦（コラムニスト）
- 国生さゆり
- 有馬晴海（政治評論家）
- 大平サブロー（たかじんの病気療養中に番組進行役を務めるなど不定期出演）
- 松尾貴史
- 金慶珠
- シャンプーハット
- 北野誠(自身のラジオ番組での不適切発言などにより芸能活動謹慎に追い込まれた時期に、活動復帰の番組として出演以降、番組進行役などで不定期出演していた)
- 遥洋子（胸いっぱいサミットシリーズ）-毎週出演しており、事実上のレギュラー。

## 過去の企画
暴走!妄想!大激論!! 胸いっぱいサミット
2008年1月19日放送分から開始。最新の政治・経済・スポーツ・芸能など様々な時事問題にスポットを当て、たかじんとパネリストが徹底討論。何本かネタを扱った後に、「じんちゃんのパネル講座」と題されたコーナーもある。2003年から2007年までは「芸能界サミット」だった。2009年4月からは遥洋子がレギュラーになり、井上公造、勝谷誠彦も不定期で出演していた。また、「関西えらいこっちゃニュース」として放送する場合もある。888回記念のスペシャル番組での第1部もこの企画であった。
フリー企画
月に1、2回様々な企画に挑戦する。
週刊たかじん
『週刊たかじん』と称した架空の雑誌の表紙のパネルが登場し、その日の討論や、取り扱うテーマが書かれており、芸能やスポーツなど様々なジャンルから1つのテーマで討論していく。最後には巻末企画として、後述の『財布の中身』で締まる（2006年2月11日の回では「財布の中身」の予定枠まで費やしてしまい、エンディングで自らお詫び・訂正した）。
テレビ業界ぶった斬り（テレビ事業仕分け）
番組改編期または1ヵ月後、年末特番の時期などに放送。自局他局問わず視聴率予想、出演者のギャラ予想・賞味期限、番組へのいちゃもん、テレビ業界の怖い裏側、不要な番組等を討論。たかじん休養時期は一切放送されなかった。
ごくじん
2005年の年末のスペシャル版で始まって以降、年一回の定着コーナー（その前は2005年の夏のスペシャルでやったことがある）。タイトルとオープニングバックではテレビドラマの『ごくせん』のパロディであることを示しているが、内容はたかじん扮する“ごくじん”（ジャージの上のみを羽織ったものに竹刀を持った姿）が数名のパネラー陣が扮する生徒に対して学校の教室のセットにゲストを迎えトーク展開する内容で、本家のパロディとは遠い個所が目立っている。ゲストにはオリックス・バファローズの清原和博が出演した。
たかじん休養中の2012年5月26日放送（921回）では藤山直美が代理の先生として登場したことがある。
芸能界なんでもクイズ
芸能界・芸能人に関するクイズで、現在は放送されていない。毎回放送されたものとしては2問目のレース企画（VTR）と最終問題の財布の中身ぴったんこゲーム（後述）。クイズの成績に関わらず、「財布の中身」で勝てばトップ賞となる。
その他
かつて番組開始当初、「今日の一日妻」という番組の最初に選ばれた中の一人が料理を作り、番組の最後にたかじんと男性ゲストが試食し、出来により「ハワイ」「徐園のお食事券」「料理学校一日体験」の3段階の評価があった。おいしくて「ハワイ」行きもあれば、生焼けの餃子・生のカツ丼・黒焦げのきんぴら等ひどいものも多かった。
また、同じく番組開始当初たかじんが歌うエンディングテーマに乗せて「働く女性」に密着するというコーナーがあり、最後にたかじん自身の直筆のメッセージが流れるものである。
MATガール・MATボーイ
M（めっちゃ）A（アホな）T（タレント）の女性と男性のゲーム。小学生レベルの問題で、誰がアホな解答をするか、たかじんと桂ざこばが判定。3回放送されて、3回ともチャンピオンを勝ち取ったのは細木美和。

### ミニコーナー
グアム島目指してピッタンコ!
以前は月1回は実施しなかったが、ほぼ毎週エンディングで行っていた。（エンディングが「イヤ〜ン見ないで財布の中身○万円ピッタンコゲーム!」のときは除く）進行の中井または藤本が引いた数字カードと同じ人が挑戦権となって、水着に着替え(水着は番組側が貸出し。原則としてビキニ水着が貸出された)、赤と青（以前は金と銀）のボックスから片方を選び入る。一方には大量の紙吹雪、一方には大量の水が入っており、紙吹雪のボックスを引けばグアム旅行が贈られる。外れた場合には、何も無かったが、赤穂温泉のペア宿泊券が贈られるようになった。このゲームは元々同局制作で全国ネットであった「夜はドキドキ!!」の前期のチャレンジゲームで行っていた物を使っている。
グラビアの金の卵運命のシャワーBOX
毎月1回不定期で行っているコーナーで未来のグラビア女王となるグラビアの卵を発掘する。毎回デビュー仕立てのグラビアアイドルが将来売れるかどうかを運試しとして「運命のシャワーBOX」に挑戦し、赤と青のボックスから片方を選び入る。一方には大量の紙吹雪、一方には大量の水が入っており、紙吹雪のボックスを引けばがグラビア撮影権を獲得し、撮影した写真は放送終了後に番組ホームページで公開される。外れた場合には無情にも水を被り、如何に運試しが必要であるかが伺われた。このゲームは2009年3月で終了したグアム島目指してピッタンコのコーナーをリニューアルした物。
イヤ〜ン見ないで財布の中身10万円ピッタンコゲーム!
1996年7月6日にスタート。通称は「財布の中身」や「財布ゲーム」などと言われている。以前は、「芸能界なんでもクイズ」の優勝者決定のための逆転ゲームとしてされていたが、「週刊たかじん」のラストコーナーとしても放送。番組スペシャルや、調査した場所・状況（競馬場や旅行客の場合、行き・帰りというような感じ）に応じて金額が20万円や30万円になる。
ルールは4チームの出演者が18人の中から3人を選び、「財布の中身の金額」の合計金額が設定金額の10万円により近い人が勝者。出演者はざこばから順番に1人ずつ指名してゆく。ただし、「ジョーカー」を引くか、合計金額が設定金額を1円でも超えてしまうとドボンとなり失格。18人のうち設定金額以上を持っている人が2人（稀に3人いる回もある。）含まれている（番組内では「ジョーカー」や「ドボンさん」と呼ぶ）。3回目まで全員がドボンになった場合はサドンデスとなり、一番多い金額を引いた出演者が優勝となる。（但し「ジョーカー」を引くと失格）優勝したのと同時に、条件付きでニアピン賞ももらえる場合もある（例えば、上限が10万円の場合、3人の合計金額が9〜10万円以内の場合）。優勝者を予想した女性全員に賞品が贈られ、さらにその中から1人、グアム旅行が贈られる。2009年2月でレギュラー回では終了したが、2011年9月24日放送分の「888回スペシャル」で久々に復活した。
芸能界ドボンゲーム!
あるテーマにたかじん・ざこば、ゲストの人数で競うゲーム。さまざまある項目の中から、1つ選択し、その与えられているテーマの1位を避けて答える。ただし、1位を当ててしまうとドボンとなり、50人の観客にお寿司1品（50人分）を自腹でおごなければいけない。以前、ダチョウ倶楽部の上島竜兵が3回ドボンを引き、自分のサイフの所持金が底をつき着てた衣装を脱ぎ、下着姿になり最後まで番組に出演したことがあった。また、女性タレントやお笑いコンビがドボンを引きサイフの所持金があまりなく、結果、代理でたかじんやざこばが奢ったことがあった。

## エピソード
- 本番組は一部地域でネットされているが、東京嫌いのたかじんは「関東圏には絶対流さない」「関東圏に放送されるなら辞退する」をモットーに掲げ（後にスタートする『たかじんのそこまで言って委員会」でも同様の約束をしている）、キー局のフジテレビでの放送は断固として反対している。一方、独立局へのネットは認めており、実際には東京の大半の地域を含む関東圏でも視聴可能であった。

- 毎年、前年12月30日 - この年の1月5日（その年によって時期がずれる）の年末年始を対象にスタッフがカンヅメ状態で芸人の出演番組数とその出演時間などを調べ出演番組数をランキングで紹介している（調査は関西地区を対象に行われている為、関東地区での出演番組数などは異なる）。たかじんは毎年「このランキングの1位になる芸人は翌年第10位には入って来ない」とコメントしている。
- 朝日放送の若手アナウンサー時代から同局の番組でたかじんと共演してきた宮根誠司は、たかじんの勧めによって2004年4月からフリーアナウンサーに転身した[14]縁で、フリーへの転身後（同局のレギュラー番組以外では）初めての番組として本番組へゲストで初出演。フリーアナウンサーとしての成功を占おうと、衣装を着たまま赤と青のボックス（当時は「グアム島目指してピッタンコ!」で使用）へ入ったところ、水を被る羽目になった。ちなみに宮根は、この放送を機に、関西テレビで本番組や『ムハハnoたかじん』へレギュラー格で出演。いずれの番組でも、本番・収録を終えると、同局内のたかじんの楽屋で司会者の理想像やテレビ・ラジオ論を語り合っていた。
- たかじんは、君島十和子が旧姓の「吉川十和子」名義で女優として活動していた時期に、彼女のファンであることを本番組でたびたび公言。2007年6月16日放送分では、たかじんへのサプライズ企画として、別の番組への出演で関西テレビを訪れていた君島に宛てたラブレターを藤本が代読した。このラブレターでは、たかじんが番組で共演することを君島へ呼び掛けていたが、本番組を含めてその思いが叶うことはなかった。なお、2004年8月14日放送分では、同様の企画でたかじんの初恋相手（アメリカで生活する既婚の一般人女性）がスタジオに登場している。
- たかじんが前述の長期休養からの復帰後初めて収録したテレビ番組が本番組である（2013年3月21日収録・2日後の23日に放送）。この時の収録分が事実上の復帰会見になった[15]が、その後の体調が思わしくなかったため、たかじんの所属事務所は同年5月8日に無期限の再休養を発表。本番組については、再休養の直前に収録された同月4日放送分が、たかじんの生前最後の出演になった。

## トラブル

### 放送倫理・番組向上機構での紛争
2005年6月25日の放送で杉田かおるがゲスト出演し、結婚生活や離婚騒動について赤裸々に語った。このことに関し、元夫の鮎川純太が、人権侵害を受けたとして訂正放送や謝罪を要求。関西テレビは「取消し・謝罪放送を行う必要はない」として鮎川の要求を拒否。鮎川はこれに対し、放送倫理・番組向上機構の放送人権委員会に人権救済の申立てを行った。申し立てを受けた放送人権委員会は2006年3月28日、「トークバラエティー番組であったことを考慮してもなお違法、不当に申立人の名誉、プライバシーを侵害したものである」と指摘した。詳細は、申立て内容,審理経過,当該局の対応を参照。2006年3月31日に放送された自己検証番組『月刊カンテレ批評』の冒頭で司会の杉山一雄（当時関西テレビアナウンサー）がこの問題に触れた。

### その他
2019年5月18日放送分で、出演者の岩井志麻子が「（韓国人は）手首を切るブスのようなものだ」などと発言。この民族差別や女性差別に当たりかねない発言を、同局が編集せずにそのまま放送したことで、SNS上で批判が噴出した。これを受け同局は、配慮に欠ける面があったとして、同年5月22日付の放送で謝罪した。2020年1月24日、BPO放送倫理検証委員会は、放送倫理に違反するとの「意見」を公表した。
2020年4月18日の放送で、出演者のハイヒール・リンゴが化粧が崩れてマスクに付着しないようにする方法として、母乳パッドをマスクの内側に挟む使い方を紹介した。その結果、母乳パッドなどのベビー用品が各地の小売店にて品薄になる一因となり、インターネット上などで批判の声が上がる事態となった。リンゴは翌週25日の放送で視聴者に謝罪した。
2020年10月24日の放送で、出演者のデヴィ夫人が「不妊の9割9分は堕胎によるもの」などと発言。その後「私が先ほど申し上げた数字に誤りがあったようなのでこちらで謝らせていただきます」と謝罪するも、事実と異なる発言にネット上で批判が相次いだ。28日には胸いっぱい公式サイト上にも謝罪文が掲載された。

## スタッフ
● = 胸いっぱいサミット!以降加入
- ナレーター：畑中ふう、安西なをみ●
- 構成：藤田智信、佐久間貴司、友光哲也、田中亮治●
- TD：中居龍紀（関西テレビ）
- TD/SW：芳山貴勇・鈴木智雄（鈴木→以前はCAM）（関西テレビ）、井上祐介
- CAM：中山秀一・伊地知孝仁・岩崎裕司（いずれも関西テレビ）、日浅宏一(日浅→一時TDの回あり)・菊池幸雄（いずれもウエストワン）
- VE：帆足聡一郎・松岡泰助・松浦洋輔・松井勝正・中島知晶（いずれも関西テレビ）
- MIX：井田憲吾・宮島雅俊・赤澤和伸・安部智博（いずれも関西テレビ）
- LD：大石竜也・金子宗央・大西祐輔（いずれも関西テレビ）
- 編集：今井純、角野靖明
- MA：篠田竜作（シャガデリック、効果兼務の回あり）
- 美術制作：毛阪一洋（関西テレビ）
- デザイン：徳田英志（ブロードデザイン）
- 美術進行：西口英希
- 装置：内海徹哉
- 装飾：三島吾子
- メイク：ビーム
- 衣装：田中由紀
- タイトル：大石健太郎●
- 電飾：和田剛
- イラスト：データクリエイション●、ひろぽん
- 協力：Step CORPRATION
- ディレクター：塩見真生（関西テレビ）●、石田陽希（関西テレビ）、滝村展宏（レジスタX1）、岡本和樹（レジスタX1、以前はオフィスりぷる所属）
- AP：丹羽弘二[注釈 7]（SUNFLAP X1）[注釈 8]、土江真紀（ブリッジ）[注釈 9]
- プロデューサー：田中耕司（関西テレビ）●、吉岡治郎（関西テレビ、以前はディレクター）、日置圭信（SUNFLAP X1）[注釈 8]
- 制作著作：関西テレビ、レジスタx1

### 過去のスタッフ
- チーフプロデューサー：竹本潔観・谷口俊哉・中澤健吾（いずれも関西テレビ）
- プロデューサー：小川誠・木村弥寿彦[注釈 10]・佐野拓水●・池田和彦[26]（いずれも関西テレビ）、中山利郎（エックスワン）
- キャスティングプロデューサー：藤河慶子（レジスタX1）[注釈 11]
- AP：南佳澄（レジスタX1）
- ディレクター：川中康三・吉條英希・中畠義之・木村淳・川元敦雄・大竹一輝・赤堀弘樹・藤本竜平（全員関西テレビ）、古田隆文・南繁・濵森基大（レジスタX1）、増倉直人
- 構成：やまだともカズ、浜口尚弘
- TD：有本龍介（関西テレビ※週替り）
- VE：中西基・塚本滋喜（いずれも関西テレビ※週替り）
- MIX：筒井亨・坂田常夫・小野浩一・水川賢一（いずれも関西テレビ※週替り）
- LD：中島啓（いずれも関西テレビ※週替り）、須賀半二（大阪共立）
- 編集：阪西和宏・梶田敬司・古賀喜和・片山一郎（テレコープ）
- MA：猪奥誠喜・中原通子（テレコープ、週替り）
- 効果：森原健晃（テレコープ<当時>、現:Tonic Function代表者）、萩原隆之（テレコープ<当時>、現:シャガデリック）
- 美術プロデューサー・美術制作：杉山茂光・河真裕美・森田誠二・乗本孝治・山本映子（全員関西テレビ）
- デザイン：嶋田良一
- 美術進行：永田道徳
- 装置：山本達雄、
- 装飾：筒井由佳、萬浪隆史、中森正啓、澤田美奈子
- タイトル：藤田真規、川角諭志、溜池尚毅、河合立史●
- イラスト：はっとりしょーこ
- AD：友岡伸介・和泉亮（いずれも関西テレビ）、佐野真紀（レジスタX1）、北田浩平、宗定佑哉
- 協力：P.I.S、FULL HOUSE、ING X
- 技術協力：ウエストワン

## 各地の放送時間
| 地域       | 放送局                    | 系列           | 放送曜日と時間           | 放送日の遅れ |
| ---------- | ------------------------- | -------------- | ------------------------ | ------------ |
| 近畿広域圏 | 関西テレビ（KTV）         | フジテレビ系列 | 土曜 12時00分 - 13時00分 | 制作局       |
| 中京広域圏 | 東海テレビ（THK）         | フジテレビ系列 | 土曜 12時00分 - 13時00分 | 同時ネット   |
| 北海道     | 北海道文化放送（uhb）     | フジテレビ系列 | 土曜 12時00分 - 13時00分 | 同時ネット   |
| 高知県     | 高知さんさんテレビ（KSS） | フジテレビ系列 | 土曜 12時00分 - 13時00分 | 同時ネット   |
| 福岡県     | テレビ西日本（TNC）       | フジテレビ系列 | 日曜 13時00分 - 14時00分 | 遅れネット   |

- 放送時間はステブレレスのため60分であるが、遅れネット局には57分に編集されたものを販売している。

### 過去に放送していたテレビ局
- 秋田テレビ（2012年9月27日を以ってネット打ち切り）
- さくらんぼテレビ
- とちぎテレビ
- 群馬テレビ（独立局、2011年3月で打ち切り、ただし2014年2月2日に2014年1月11日分と18日分を2時間連続・単発で放送）
- テレビ埼玉（独立局、2014年3月29日で打ち切り、晩年は土曜夕方に14日遅れで放送していた。なお後番組には同じ関西テレビのバラエティ番組「快傑えみちゃんねる」を放送）
- テレビ神奈川（独立局、2010年3月1日で打ち切り、ただし2014年1月17日に6日遅れで2014年1月11日放送分を単発で放送）
- 富山テレビ（2011年の大晦日スペシャルが初放送。2012年1月8日 - 2013年3月17日、放送開始後まもなくたかじんが休業し復帰を目前にしての打ち切りとなった。）
- 石川テレビ（不定期放送）
- 福井テレビ
- 長野放送（不定期放送）
- 岐阜放送（独立局）
- 三重テレビ（独立局、1995年4月20日 - 2006年3月28日）
- 山陰中央テレビ
- 岡山放送（2009年3月で打ち切り）[注釈 17]
- テレビ新広島[注釈 18]
- テレビ山口（TBS系列、2009年10月1日開始、2011年9月17日を最後に打ち切り[注釈 19])
- テレビ愛媛（2011年12月で打ち切り）[注釈 20]
- サガテレビ
- テレビ長崎（2013年9月頃まで金曜 9時50分 - 10時50分で放送されていたが同年10月から「ノンストップ!」を同時ネットするために打ち切りになった。）
- テレビ熊本（2015年4月からは「開運!なんでも鑑定団」の再放送をするため、打ち切り。）
- 鹿児島テレビ